# موهلهاوزن (فرانکن وسطی)
موهلهاوزن (به آلمانی: Mühlhausen) یک شهر در آلمان است که در ارلانگن-هخشتات واقع شده‌است.